# Dissident Aggressor
«Dissident Aggressor» es una canción de la banda británica de heavy metal Judas Priest incluida como la última pista del álbum Sin After Sin de 1977. En abril del mismo año se lanzó como el segundo sencillo del disco pero solo para el mercado japonés, mientras que en otros países se incluyó como el lado B del sencillo «Diamonds & Rust».
Tras su lanzamiento nunca había sido interpretada en concierto hasta la gira 2008/2009 World Tour. Durante mencionado tour se grabó para el álbum en vivo A Touch of Evil: Live de 2009, la cual ganó el premio Grammy del 2010 en la categoría mejor interpretación de metal.

## Influencia en el género
Durante los años posteriores a su grabación varios han sido los críticos que la consideran como un referente en el heavy metal. Andrew Cope en su libro Black Sabbath and the Rise of Heavy Metal Music mencionó que el «doble bombo y los bajos rápidos brindaron al metal una característica nunca antes vista hasta ese entonces» y que además su «tempo y su agresión es la raíz de los subgéneros nacidos años posteriores». Otros como Eddie Trunk han hablado sobre la potencia de la voz de Rob Halford y dijo «su tipo de voz es potente e innovador, algo que nunca se había escuchado en el heavy metal de aquella década». Por su parte, Nattahn Backett en el libro The New Rolling Stone Album Guide la tildó de «épica y apocalíptica».

## Versiones
En 1988 la banda de thrash metal Slayer la versionó para su disco South of Heaven. Forbidden también la versionó para el disco tributo A Tribute To Judas Priest - Legends of Metal Vol II. En 2013 el grupo estadounidense Halestorm la grabó para el álbum ReAniMate 2.0: The CoVeRs eP.

## Lista de canciones
| N.º | Título                | Escritor(es)             | Duración |  |
| 1.  | «Dissident Aggressor» | Halford, Tipton, Downing | 3:07     |  |
| 2.  | «Diamonds & Rust»     | Joan Báez                | 3:28     |  |

## Músicos
- Rob Halford: voz
- K.K. Downing: guitarra eléctrica
- Glenn Tipton: guitarra eléctrica
- Ian Hill: bajo
- Simon Phillips: batería